# Чемпіонат Одеської області з футболу 1992—1993
Чемпіонат Одеської області з футболу 1992—1993 років серед команд вищої ліги проходив з серпня 1992 року по червень 1993 року. У турнірі брало участь 12 колективів. Чемпіоном області за підсумками сезону став ФК «Благо» (Благоєве).

## Вища ліга

### Система проведення чемпіонату
Чемпіонат проводився за традиційною системою — у два кола. Ігри відбувалися щосуботи, як резервний день використовувалася середа.

### Турнірна таблиця
| М  | Команда                          | І  | В  | Н | П  | М     | О  |
| -- | -------------------------------- | -- | -- | - | -- | ----- | -- |
| 1  | «Благо» (Благоєве)               | 22 | 15 | 4 | 3  | 46-29 | 34 |
| 2  | «Первомаєць» (Першотравневе)     | 22 | 13 | 3 | 6  | 50-30 | 29 |
| 3  | «Дністровець» (Б.-Дністровський) | 22 | 9  | 7 | 5  | 37-21 | 25 |
| 4  | «Рень» (Рені)                    | 22 | 9  | 5 | 8  | 31-22 | 23 |
| 5  | «Дністер» (Овідіополь)           | 22 | 8  | 7 | 7  | 26-20 | 23 |
| 6  | «Дружба» (Зоря)                  | 22 | 8  | 6 | 8  | 38-36 | 22 |
| 7  | «Колос» (Єреміївка)              | 22 | 10 | 1 | 11 | 37-42 | 21 |
| 8  | «Локомотив» (Олександрівка)      | 22 | 6  | 9 | 7  | 28-39 | 21 |
| 9  | «Судоремонтник» (Іллічівськ)     | 22 | 8  | 3 | 11 | 35-46 | 19 |
| 10 | «Україна» (Шевченково)           | 22 | 7  | 5 | 10 | 33-51 | 19 |
| 11 | «Динамо-СКА» (Одеса)             | 22 | 6  | 7 | 9  | 35-43 | 19 |
| 12 | ММК-81 (Балта)                   | 22 | 3  | 5 | 14 | 9-26  | 11 |

### Візитна картка чемпіонату
- У турнірі зіграно 132 матчі, забито 405 голи.
- Середня результативність склала 3,07 м'ячі за гру.

### Найкращі бомбардири
| М | Гравець                 | Команда                          | Голів |
| - | ----------------------- | -------------------------------- | ----- |
| 1 | Олександр ПОГОРЄЛОВ     | «Первомаєць» (Першотравневе)     | 19    |
| 2 | В'ячеслав ЛЕВАНДОВСЬКИЙ | «Дністровець» (Б.-Дністровський) | 15    |
| 3 | Віталій ТИЩЕНКО         | «Благо» (Благоєве)               | 13    |